# إد روميرو
إد روميرو (بالإنجليزية: Ed Romero) هو لاعب كرة قاعدة أمريكي، ولد في 9 ديسمبر 1957 في سانتورس ‏ في الولايات المتحدة.

## وصلات خارجية
- إد روميرو على موقع دوري كرة القاعدة الرئيسي (الإنجليزية)
- إد روميرو على موقعبيزبول رفرنس.كوم (الدوري الرئيسي) (الإنجليزية)
- إد روميرو على موقعبيزبول رفرنس.كوم (الدوري الثانوي) (الإنجليزية)